# Сив чинчилов плъх
Сивият чинчилов плъх (Abrocoma cinerea) е вид бозайник от семейство Чинчилови плъхове (Abrocomidae).

## Разпространение и местообитание
Разпространен е в Аржентина, Боливия, Перу и Чили.